# M11/39
O M11-39 foi um carro de combate de fabricação italiana, à época da Segunda Guerra Mundial.
Com um projeto inovador, o M11-39 entrou em serviço em 1939 como o mais moderno carro de combate da Itália. Sua carreira, entretanto, foi reduzida devido a deficiências como a pouca espessura da blindagem e uma metralhadora embutida de 37mm que era muito frágil.
Nos modelos posteriores, a arma principal foi transferida para um suporte, o que permitiu uma maior mobilidade e aumentou a sua eficácia.

## Referência
- «Wikipédia - Fiat M11/39» (em inglês)